# Gotra gilberti
Gotra gilberti là một loài tò vò trong họ Ichneumonidae.